# ミハエラ・クライチェク
ミハエラ・クライチェク（Michaëlla Krajicek チェコ語:  Michaela Krajíčková, 1989年1月9日 - ）は、オランダ・デルフト出身の女子プロテニス選手。1996年のウィンブルドン男子シングルス優勝者、リカルト・クライチェクの妹である。これまでにWTAツアーでシングルス3勝、ダブルス4勝を挙げている。身長177cm、体重68kg。右利き、バックハンド・ストロークは両手打ち。

## 来歴
ミハエラは3歳の時から、父親の手ほどきでテニスを始めた。彼女が7歳の時、兄のリカルトが1996年ウィンブルドン男子シングルスで優勝し、オランダのテニス選手として最初の4大大会男子シングルス優勝者になった。兄とは年が離れた末っ子のミハエラも、ジュニア時代に全米オープンで2003年・2004年の2年連続でジュニア女子シングルスの決勝に進出し、優れたテニスの技量を発揮し始めた。2003年の全米女子ジュニアでは準優勝だったが、2004年全仏オープンのジュニア女子ダブルスで優勝し、全米オープンではジュニアで単複優勝を果たす。2005年の全豪オープンで4大大会にデビューしたミハエラは、予選3試合を勝ち上がり、初出場の本戦でもパティ・シュナイダーとの2回戦まで進んだ。しかし、6月中旬のオランダ・スヘルトーヘンボス大会（芝生コート、ウィンブルドン前哨戦の1つ）で、ミハエラはメガン・ショーネシーとの対戦中に右膝を痛め、右膝の外側半月板損傷の修復手術を受けた。4ヶ月の休養の後、10月のウズベキスタン・タシュケント大会で女子ツアー初優勝を果たしている。

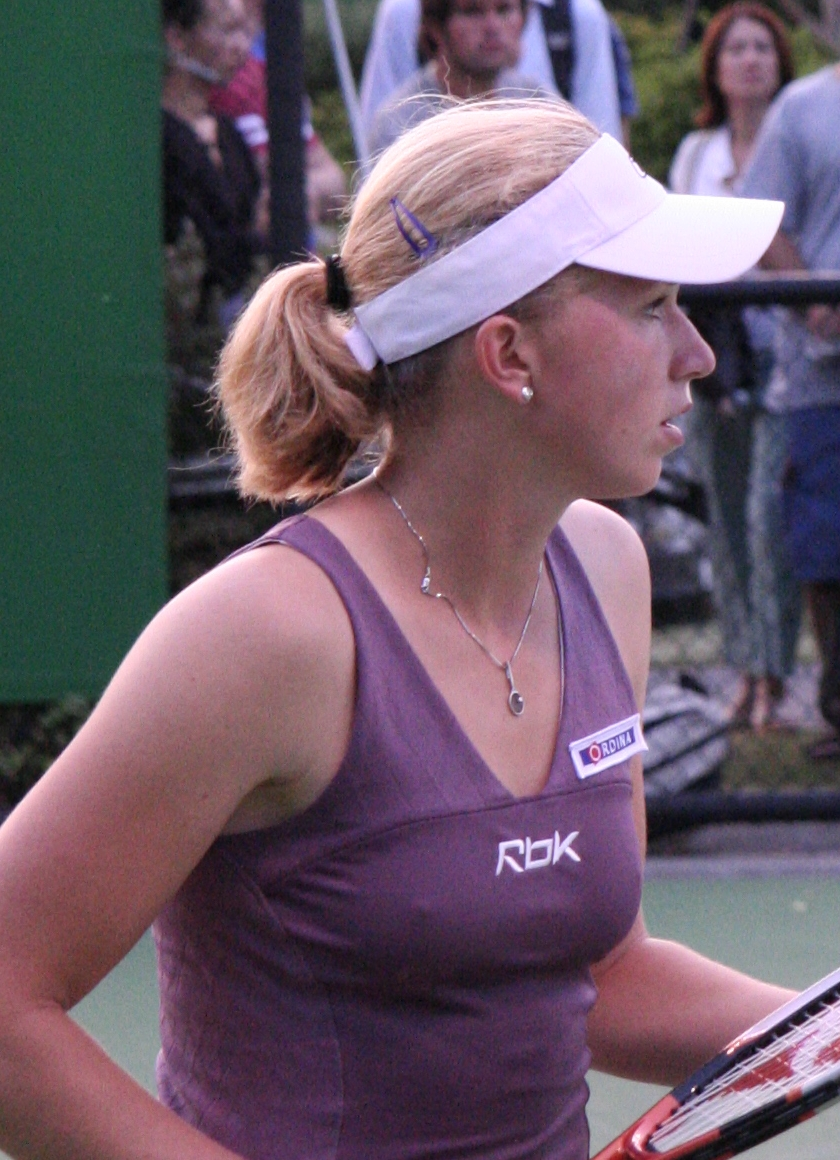
2007年全豪オープンにて

2006年の成績は、女子ツアーでシングルス2勝・ダブルス2勝があり、ダブルスは両方ともヤネッテ・フサロバと組んで優勝した。4大大会では、全豪オープンでアメリ・モレスモとの3回戦に進んだが、全米オープンでは1回戦でマリア・シャラポワと当たってしまう。2007年全豪オープンでは1回戦敗退に終わったが、全仏オープンで初の3回戦に進出する。ウィンブルドンで「第31シード」に選ばれたクライチェクは、この大会で初の4大大会ベスト8に進出し、準々決勝でマリオン・バルトリに 6-3, 3-6, 2-6 で敗退した。2007年度の4大大会では、ダブルスでもアグニエシュカ・ラドワンスカと組み、全仏オープンとウィンブルドンの2大会連続で3回戦に勝ち進んだ。
近年のクライチェクは左手首と膝に故障を抱え、女子ツアーでの成績が低迷している。4大大会のシングルスでは予選敗退が続いていたが、2011年全米オープンで予選を勝ち上がり、3年ぶりに4大大会の本戦に出場した。1回戦でエレニ・ダニリドゥに 3-6, 7-6(4), 6-1 で勝利したが、2回戦でセリーナ・ウィリアムズに 0-6, 1-6 で完敗した。
2014年全仏オープンではルーシー・ハラデツカ、2015年全豪オープンではバルボラ・ストリコバと組みベスト4に進出するなどシングルスよりもダブルスの活躍が多くなった。
2014年6月ドイツのテニス選手マルティン・エメリッヒと婚約した。2015年7月に結婚した。

## WTAツアー決勝進出結果

### シングルス: 3回 (3勝0敗)
| 大会グレード          | 大会グレード                 |
| 2008年以前            | 2009年以後                   |
| --------------------- | ---------------------------- |
| グランドスラム (0–0)  |                              |
| WTAファイナルズ (0–0) |                              |
| ティア I (0–0)        | プレミア・マンダトリー (0-0) |
| ティア I (0–0)        | プレミア5 (0-0)              |
| ティア II (0–0)       | プレミア (0–0)               |
| ティア III (1–0)      | インターナショナル (0–0)     |
| ティア IV ＆ V (2–0)  | インターナショナル (0–0)     |

| 結果 | No. | 決勝日        | 大会               | サーフェス | 対戦相手                 | スコア        |
| ---- | --- | ------------- | ------------------ | ---------- | ------------------------ | ------------- |
| 優勝 | 1.  | 2005年10月9日 | タシケント         | ハード     | アクグル・アマンムラドワ | 6–0, 4–6, 6–3 |
| 優勝 | 2.  | 2006年1月13日 | ホバート           | ハード     | イベタ・ベネソバ         | 6–2, 6–1      |
| 優勝 | 3.  | 2006年6月24日 | スヘルトーヘンボス | 芝         | ディナラ・サフィナ       | 6–3, 6–4      |

### ダブルス: 16回 (5勝11敗)
| 結果   | No. | 決勝日         | 大会               | サーフェス    | パートナー                   | 対戦相手                                            | スコア              |
| ------ | --- | -------------- | ------------------ | ------------- | ---------------------------- | --------------------------------------------------- | ------------------- |
| 準優勝 | 1.  | 2005年4月30日  | エストリル         | クレー        | ヘンリエッタ・ナギョワ       | 李婷 孫甜甜                                         | 3–6, 1–6            |
| 準優勝 | 2.  | 2005年10月30日 | ハッセルト         | ハード (室内) | アグネシュ・サバイ           | エミリー・ロワ カタリナ・スレボトニク               | 3–6, 4–6            |
| 準優勝 | 3.  | 2006年2月19日  | アントワープ       | ハード (室内) | ステファニー・フォレッツ     | ディナラ・サフィナ カタリナ・スレボトニク           | 1–6, 1–6            |
| 優勝   | 1.  | 2006年7月22日  | パレルモ           | クレー        | ヤネッテ・フサロバ           | アリス・カネパ ジュリア・ガバ                       | 6–0, 6–0            |
| 優勝   | 2.  | 2006年7月30日  | ブダペスト         | クレー        | ヤネッテ・フサロバ           | ルーシー・ハラデツカ レナタ・ボラコバ               | 4–6, 6–4, 6–4       |
| 準優勝 | 4.  | 2008年5月3日   | プラハ             | クレー        | ジル・クレイバス             | アンドレア・フラバーチコバ ルーシー・ハラデツカ     | 6–1, 3–6, [6–10]    |
| 優勝   | 3.  | 2008年6月20日  | スヘルトーヘンボス | 芝            | マリナ・エラコビッチ         | リガ・デクメイエレ アンゲリク・ケルバー             | 6–3, 6–2            |
| 準優勝 | 5.  | 2009年2月22日  | メンフィス         | ハード (室内) | ユリアナ・フェダク           | ビクトリア・アザレンカ キャロライン・ウォズニアッキ | 1–6, 6–7(2)         |
| 準優勝 | 6.  | 2009年6月19日  | スヘルトーヘンボス | 芝            | ヤニナ・ウィックマイヤー     | サラ・エラニ フラビア・ペンネッタ                   | 4–6, 7–5, [11–13]   |
| 優勝   | 4.  | 2010年2月21日  | メンフィス         | ハード (室内) | バニア・キング               | ベサニー・マテック＝サンズ メガン・ショーネシー     | 7–5, 6–2            |
| 準優勝 | 7.  | 2010年4月18日  | チャールストン     | クレー        | バニア・キング               | リーゼル・フーバー ナディア・ペトロワ               | 3–6, 4–6            |
| 準優勝 | 8.  | 2011年4月30日  | エストリル         | クレー        | エレニ・ダニリドゥ           | アリサ・クレイバノワ ガリナ・ボスコボワ             | 4–6, 2–6            |
| 準優勝 | 9.  | 2012年5月5日   | ブダペスト         | クレー        | エバ・ビルネロバ             | マグダレナ・リバリコバ ヤネッテ・フサロバ           | 4–6, 2–6            |
| 準優勝 | 10. | 2014年1月4日   | オークランド       | ハード        | ルーシー・ハラデツカ         | シャロン・フィッチマン マリア・サンチェス           | 6–2, 0–6, [4–10]    |
| 優勝   | 5.  | 2014年5月24日  | ニュルンベルク     | クレー        | カロリナ・プリスコバ         | ラルカ・オラル シャハー・ピアー                     | 6–0, 4–6, [10–6]    |
| 準優勝 | 11. | 2014年6月20日  | スヘルトーヘンボス | 芝            | クリスティナ・ムラデノビッチ | マリナ・エラコビッチ アランチャ・パラ・サントンハ   | 6–0, 6–7(5), [8–10] |

## 4大大会シングルス成績
略語の説明
| W | F | SF | QF | #R | RR | Q# | LQ | A | Z# | PO | G | S | B | NMS | P | NH |

W=優勝, F=準優勝, SF=ベスト4, QF=ベスト8, #R=#回戦敗退, RR=ラウンドロビン敗退, Q#=予選#回戦敗退, LQ=予選敗退, A=大会不参加, Z#=デビスカップ/BJKカップ地域ゾーン, PO=デビスカップ/BJKカッププレーオフ, G=オリンピック金メダル, S=オリンピック銀メダル, B=オリンピック銅メダル, NMS=マスターズシリーズから降格, P=開催延期, NH=開催なし.
| 大会           | 2005 | 2006 | 2007 | 2008 | 2009 | 2010 | 2011 | 2012 | 2013 | 2014 | 2015 | 2016 | 2017 | 通算成績 |
| -------------- | ---- | ---- | ---- | ---- | ---- | ---- | ---- | ---- | ---- | ---- | ---- | ---- | ---- | -------- |
| 全豪オープン   | 2R   | 3R   | 1R   | 1R   | A    | LQ   | LQ   | 2R   | A    | A    | A    | A    | LQ   | 4–5      |
| 全仏オープン   | 1R   | 1R   | 3R   | 1R   | LQ   | LQ   | LQ   | 1R   | A    | A    | A    | LQ   | A    | 2–5      |
| ウィンブルドン | A    | 1R   | QF   | 1R   | A    | LQ   | LQ   | A    | 1R   | A    | A    | LQ   | A    | 4–4      |
| 全米オープン   | A    | 1R   | 2R   | A    | A    | LQ   | 2R   | 1R   | A    | LQ   | A    | LQ   | A    | 2–4      |